# Конец (Бабаевский район)
Коне́ц (вепс. Agj) — деревня в Бабаевском районе Вологодской области России.
Входит в состав Вепсского национального сельского поселения (с 1 января 2006 года по 13 апреля 2009 года входила в Комоневское сельское поселение), с точки зрения административно-территориального деления — в Комоневский сельсовет.
Расстояние до районного центра Бабаево по автодороге — 104 км, до центра муниципального образования деревни Тимошино по прямой — 13 км. Ближайшие населённые пункты — Ракуново, Стунино, Якутино.
По переписи 2002 года население — 8 человек.